# Aleksandar Solženjicin
Aleksandar Isajevič Solženjicin (ruski: Александр Исаевич Солженицын, Aleksandr Isaevič Solženicyn; Kislovodsk, 11. prosinca 1918. – Moskva, 3. kolovoza 2008.), ruski prozaist, politički zatvorenik, najistaknutije ime književnog otpora Staljinu i sovjetskom totalitarizmu. Dobitnik Nobelove nagrade za književnost 1970.

## Životopis
Studirao na Fizičko-matematičkom fakultetu u Rostovu na Donu, izvanredno i u Institutu za povijest, filozofiju i književnost u Moskvi. Nakon napada nacističke Njemačke na Sovjetski Savez dobrovoljno se prijavio u vojsku, gdje je napredovao od običnoga vojnika do zapovjednika topničke bitnice. Godine 1945. je, zbog pisama u kojima je indirektno kritizirao Staljina, uhićen kao časnik sovjetske vojske u Istočnoj Prusiji, te osuđen i zatočen u sibirskom logoru, od 1953. u progonstvu u srednjoj Aziji. Nakon rehabilitacije 1956. učitelj u Rjazanu.

## Književnost

#### Romani prve faze
Glasovitim ga je učinila pripovijest "Jedan dan Ivana Denisoviča", 1962, koja se temelji na opisu "običnoga" dana "običnog" Rusa u logorskom zatočeništvu. Tema je do tada bila tabuizirana, ali je pripovijest pokazala i stilsko umijeće pisca koji se oslonio na tradiciju ruske klasične proze (Lav Tolstoj, Fjodor Dostojevski). Umijeće fabuliranja očitovalo se zatim u "Događaju na postaji Krečetovka " (1963.), a orijentacija na "seosku prozu" u stilu i ideologiji u noveli "Matrjonino domaćinstvo" (1963), crtici o napaćenoj seoskoj ženi koja i u posvemašnjoj bijedi znade očuvati visoke etičke kvalitete. 
Vrhunac su prvoga razdoblja romani "Odjel za rak" (1968.), i "U prvom krugu" (1968.), koji su kružili u prijepisima, a objavljeni su prvi put u inozemstvu. "Odjel za rak" je poluautobiografski (bivši zatočenik, iskustvo u odjelu za tumore u taškentskoj bolnici) roman koji uz središnji lik Kostogutova daje niz dojmljivih portreta sovjetskih birokrata, liječnika i medicinskoga osoblja te raznih pacijenata. Istodobno dirljiv ljubavni roman (ili – roman o nerealiziranoj ljubavi), satira na poststaljinističku epohu i studija o ljudskom ponašanju u ekstremnoj situaciji smrtonosne bolesti, taj je veliki roman u najboljim tradicijama ruske klasike koja ljudskošću i životnošću nadilazi suvremena joj ostvarenja zapadnoeuropske i američke pripovjedne umjetnosti. 
"U prvom krugu" (asocijacija na prvi, "privilegirani" krug Danteovoga pakla) rekreira piščevo iskustvo prvih godina zatvora, kada je radio u šaraški, znanstveno-tehničkoj ustanovi za logoraše znanstvenike. Glavni lik, Gljeb Neržin, opet je utjelovljenje samoga autora, a prikazane su i neke druge osobe koje su igrale važnu ulogu u Solženjicinovu životu (njegova prva žena, prijatelj Lev Kopeljev, rusko-židovski komunistički "vjernik", po struci germanist, dan u liku Leva Rubina). Mnogobrojne niti ovoga djela imaju tematsku srodnost s prethodnim djelom: satira je nazočna na svim razinama, a poglavito u sarkastičnom portretu Staljina (u doba njegova sukoba s Titom); moralna kušnja u mješavini prijetnji i zavodljivih ponuda zatvorskih vlasti. Realistički je prikazan život izvan logora za znanstvenike i u njemu. No, kao i prethodni roman, i ovo Solženjicinovo djelo uspijeva ponoviti čudo ruske klasične proze koju je Thomas Mann ne bez razloga prozvao "svetom": vjeru u pobjedu hrabrosti i veličinu ljudskosti, koja je ukorijenjena u kršćanskom poimanju bitno spiritualnoga dostojanstva ljudskoga bića.

#### Arhipelag Gulag
Nakon romanesknih ostvarenja, uslijedila je dokumentarna, ali i duboko osobna optužba sovjetskoga sustava koncentracijskih logora, "Arhipelag Gulag", (1973. – 75.), golemo trosvezačno djelo temeljeno na preplitanju osobnih iskustava i mnoštva pisama, zabilješki i ostalih dokumenata koje je pisac dobivao od bivših supatnika, a koja su skupljena i obrađena u okolnostima krajnje konspirativnosti. Ta je uništavajuća optužba sovjetskoga sustava za propast i smrt milijuna ljudi slomila i posljednje komunističke apologete na Zapadu. Brežnjevljev SSSR nije mogao podnijeti ni ideju da se o tabuiziranoj temi piše, pa je Solženjicin uhićen i protjeran iz SSSR-a. Najprije je živio u Švicarskoj, zatim u SAD-u (Vermont), da bi se u 1990-ima vratio u Rusiju, gdje je dočekan i kao ideolog ruske nacije. 

#### Crveni kotač
U egzilu je nastao niz romana koji slijede u ruskoj književnoj svijesti opstojni uzor, Tolstojev "Rat i mir", i revidiraju povijesni model kakav su nametnuli boljševici, s gledišta ruske nacije, i to od "Kolovoza četrnaeste", 1971., prošireno 1983, preko "Listopada šesnaeste", 1984 i "Ožujka sedamnaeste ", 1986. do "Travnja sedamnaeste", 1991. Zajednički im je naslov: "Crveni kotač ". I dok u koncepciji "povijesne epopeje" Solženjicin slijedi Tolstoja, dotle njezinu strukturu nastoji modernizirati: sam svoja djela naziva "polifoničnima" (Bahtinov pojam za romane Dostojevskoga), čemu odgovara različitost fragmenata od kojih se u čvor (uzel) cjeline vezuju fabule o ljudskim sudbinama (pretežno ruskih časnika; ratni protivnici, Nijemci, ostaju uglavnom izvan teksta), dokumentarni umetci, lirske digresije. Jezik je arhaiziran i korespondira s namjerama očiglednima u njegovu "Ruskom rječniku jezičnog proširivanja" (1995.) – u smjeru staroruskoga leksika. Solženjicin je na taj način istodobno modernizirao prozu (mješavina dokumentarnosti, prikaza povijesnih osoba, izvadaka iz tiska slična je postupcima u djelu Johna Dos Passosa, dok je upotreba vremenskih skokova i preplitanje stilova i žanrova podsjeća na Faulknera), a jezičnom arhaizacijom je ostvario posebnu patinu koja ne ide za modelom jezičnih igara karakterističnih za sterilnost postmodernizma, nego joj je svrha regeneracija ruskoga nacionalnoga bića u zrcalu piščeva djela.

#### Publicistika
Važnija su mu publicistička djela: "Kako da preuredimo Rusiju" (1991.), "Rusko pitanje krajem XX. stoljeća", (1994.), "Dva stoljeća zajedno", (2003). Kako u inozemstvu, tako po povratku u Rusiju nakon sloma komunističkoga sustava, Solženjicin je često donekle površno etiketiran kao ruski pravoslavni nacionalist, antisemit, antikatolički bigot, mrzitelj Zapada, apologet carizma i slavjanofilski ksenofob. Iako su te optužbe besmislene, sam autor snosi djelomičnu "krivicu" nekim svojim nezgrapnim izjavama i površnim generalizacijama (valja reći i da se u ocjeni ratnog raspada Jugoslavije nije proslavio političkom lucidnošću). No, snaga je Solženjicinove kritike u njegovim jasnim opažajima duhovne praznine i kukavičluka koji leže u srcu ispraznoga sekularnog hedonizma koji dominira zapadnjačkim društvima.

## Utjecaj
Po sveukupnom djelu Solženjicin je jedan od najznačajnijih prozaista 20. stoljeća, pisac koji je istovremeno nastavio tradicije klasične ruske pripovjedne proze, napose Tolstoja, no inoviravši ju nizom postupaka karakterističkih za europski modernizam. Ironija koja prati njegovo djelo je i posljedak različitoga životnoga iskustva i svjetonazora u odnosu na većinu suvremenika koji su živjeli ili žive u normalnijim i lagodnijim životnim uvjetima: u doba kada je stvarao svoj najopsežniji i najambiciozniji prozni ciklus, "Crveni kotač", svjetskom književnošću je dominirao (i još dominira) ponešto trivijalniji pristup umjetničkom djelu, ozbiljen u postmodernističkim fikcijama Umberta Eca, Thomasa Pynchona ili Salmana Rushdieja. Pisac kao prorok je anakronizam, i većina nesporazuma između Solženjicina i njegovih kritičara proistječe iz sukoba nepomirljivih svjetonazora o čovjekovom životu i sudbini.
Na hrvatski su prevedeni Solženjicinovi značajni romani iz prve faze, "Odjel za rak" i "U prvom krugu", te "Jedan dan Ivana Denisoviča" i "Matrjonino domaćinstvo". Nažalost, odmak hrvatske čitalačke publike od "ruskih tema" (dijelom uvjetovan i jasnim svrstavanjem nemaloga dijela ruske inteligencije, uz časne iznimke poput Vasilija Aksjonova i nekolicine drugih autora, na stranu srpskoga agresora), doveo je do toga da najznačajnija Soženjicinova djela iz druge faze, od "Arhipelaga" do publicističkih spisa, a najviše "Crvenog kotača" nisu dostupna na hrvatskom jeziku. 
Na devedesetu godišnjicu veljačke revolucije Solženjicin je dao svoju analizu raspada Ruskoga carstva, te prošlosti i budućnosti ruskoga naroda.

## Vanjske poveznice
- Odjel za rak  Arhivirana inačica izvorne stranice od 12. kolovoza 2011. (Wayback Machine)
- Rijeka bez ušća; Odjel za rak, 2.dio  Arhivirana inačica izvorne stranice od 5. ožujka 2016. (Wayback Machine)
- U prvom krugu  Arhivirana inačica izvorne stranice od 6. ožujka 2016. (Wayback Machine)